# شهرستان زغرتا
شهرستان زغرتا (به عربی: قضاء زغرتا) یک سکونتگاه مسکونی در لبنان است که در استان شمالی لبنان واقع شده‌است.

## خصوصیات
شهرستان زغرتا ۱۸۲ کیلومترمربع مساحت دارد.